# Jan Jambon
Jan Jambon (Genk, 26 aprile 1960) è un politico belga, membro della Nuova Alleanza Fiamminga, ministro presidente delle Fiandre dal 2 ottobre 2019 al 30 settembre 2024.
È stato vice primo ministro e Ministro federale della sicurezza e degli interni, responsabile per il Consiglio degli Edifici nel governo Michel I. È anche sindaco del comune di Brasschaat.

## Biografia

### Formazione e carriera professionale
Laureato in informatica alla Vrije Universiteit Brussel, ha conseguito un Master in business administration presso l'Università di Anversa. Ha iniziato la sua carriera professionale in IBM dopo di che è passato alla gestione delle risorse umane, lavorando per l'editore di De Standaard, Het Nieuwsblad e Het Volk, divenendo anche vicedirettore regionale di Creyfs. Nel 2002, è stato Direttore della Bank Card Company.

### Carriera politica

#### Ingresso in politica prima con l'Unione Popolare e poi con la Nuova Alleanza Fiamminga
Jan Jambon ha iniziato la sua carriera politica con la Volksuniejongeren (VUJO) nel Limburgo e il partito dell'Unione Popolare (VU). Dal 1985 al 1988 è stato membro del consiglio di amministrazione nazionale della Volksuniejongeren  e caporedattore del mensile WIJ-Jongeren. Ha lasciato il partito nel 1988, dopo l'ampliamento voluto da Hugo Schiltz e Jaak Gabriëls, e passa quindi con Peter De Roover al Vlaamse Volksbeweging (VVB). A metà degli anni '90, ha partecipato alla politicizzazione del pellegrinaggio annuale di Dixmude.
Nel 1992, è co-autore con Peter de Roover del libro Vlaanderen Staat in Europa ed è diventato un membro del gruppo di riflessione separatista In de Warande.
Per molti anni è stato Presidente del Centro di consultazione delle associazioni fiamminghe (Overlegcentrum van Vlaamse Verenigingen) e membro della direzione del Vlaamse Volksbeweging (Movimento Popolare fiammingo), un movimento separatista che chiedeva l'indipendenza per le Fiandre di cui è stato eletto tesoriere nell'ottobre 1998, prima di diventare segretario amministrativo e politico. Il 5 maggio 2001, ha parlato a nome del Vlaamse Volksbeweging in una riunione giubilare del Sint-Maartensfonds, un'organizzazione fondata da ex-volontari della Legione fiamminga, ossia da combattenti sul fronte orientale con le truppe tedesche. Ha tenuto propositi controversi, sostenendo che i fiamminghi non dovevano chiedere scusa per la loro collaborazione con gli occupanti tedeschi alla presenza del ministro Johan Sauwens; il ministro è stato in seguito costretto a dimettersi nel maggio 2001 per aver partecipato all'evento, anche se fu accertato che aveva lasciato la sessione dopo aver sentito i propositi di Jan Jambon.

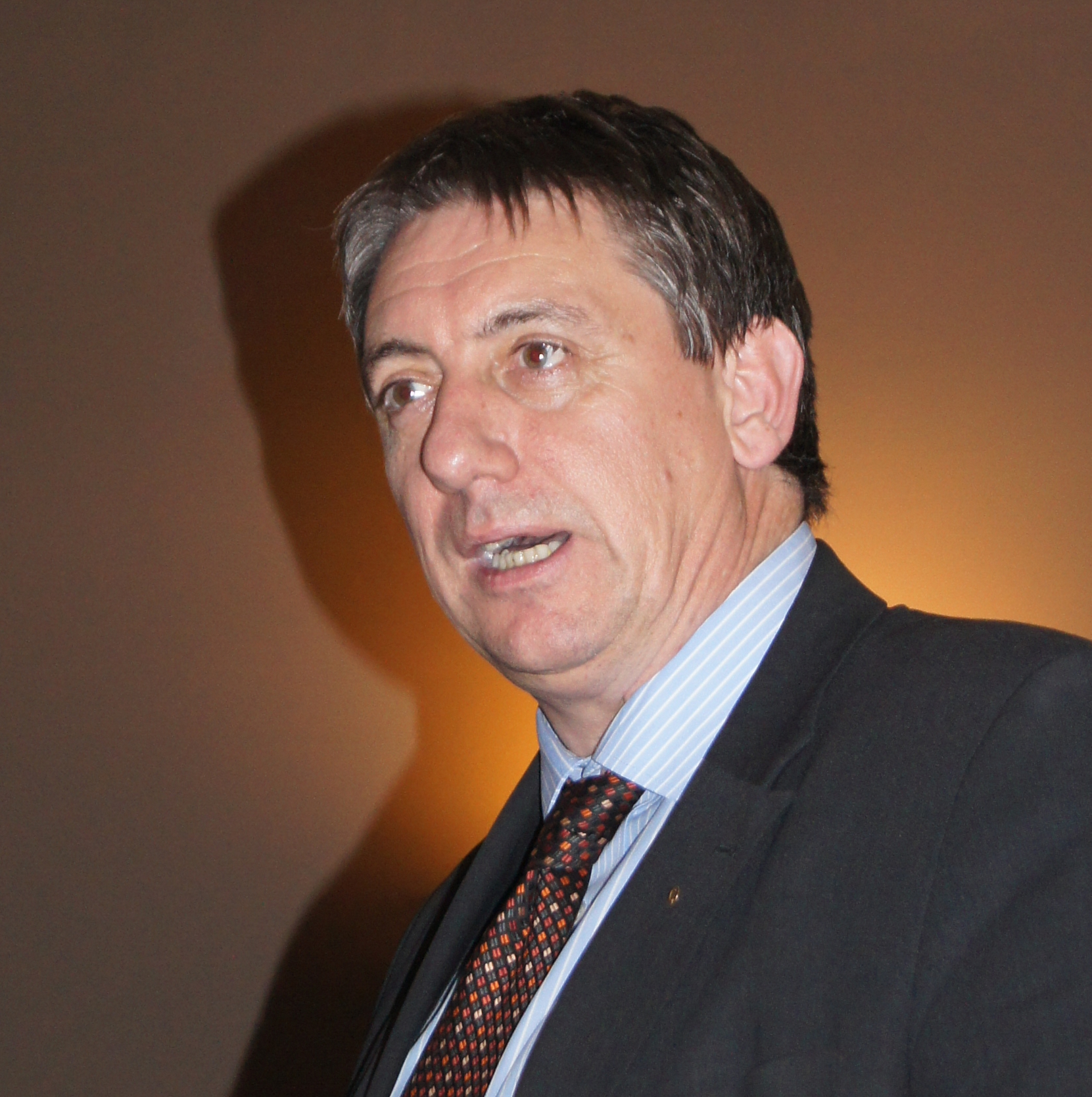
Jan Jambon nel 2010.

Il 18 febbraio 2006, Jan Jambon lascia il Vlaamse Volksbeweging per impegnarsi all'interno del partito nazionalista e indipendentista Nuova Alleanza Fiamminga (N-VA). Fonda quindi la sezione locale del partito a Brasschaat e nel 2007 diventa assessore alle Finanze e all'Economia. Lo stesso anno, è un candidato della lista CD&V/N-VA nel Parlamento federale e ottiene 9 099 voti di preferenza.
A partire dal 28 giugno 2007 succede alla Camera a Kris Peeters. Nelle elezioni del giugno 2010 e del maggio 2014, è rieletto come leader della N-VA di Anversa e diventa leader del partito in Parlamento.
Ha cumulato mandati in varie occasioni; è membro chiave dei gruppi dei riflessione Res Publica e Libera! ed è membro di Marnixring, un club di servizio, di cui è stato per un certo tempo membro del consiglio di amministrazione.

#### Vice primo ministro e Ministro dell'interno
Eletto sindaco di Brasschaat nel 2012, diventa l'11 ottobre 2014, Vice primo ministro e Ministro federale della Sicurezza e degli Interni, responsabile delle città più grandi e del Consiglio degli edifici nel governo Michel I, primo governo federale con l'integrazione della N-VA. Il 21 maggio 2015, lascia l'onere della politica delle grandi città a Elke Sleurs.
Dopo gli attentati del 22 marzo 2016 a Bruxelles ha presentato le sue dimissioni, respinte dal Primo ministro Charles Michel.
Con la crisi del governo che circonda il trattato sulla migrazione delle Nazioni Unite, il governo Michel I cade e il mandato ministeriale di Jambon scade il 9 dicembre 2018, venendo sostituito da Pieter De Crem. Successivamente torna a far parte del Parlamento e riprende il suo ruolo di sindaco dal 2019.

#### Ministro presidente delle Fiandre
Nel gennaio 2019, ha annunciato di essere candidato alla carica di Primo ministro alle elezioni federali di maggio 2019, mentre Bart De Wever era candidato alla carica di ministro presidente fiammingo. Viene eletto alla Camera dei rappresentanti con 187826 voti nel collegio elettorale di Anversa. Il 12 agosto 2019, è nominato formateur del Governo fiammingo, in una coalizione con la N-VA, la CD&V e l'Open VLD e  quindi assume la carica di Ministro presidente fiammingo.

## Controversie
Tre giorni dopo la sua nomina a ministro federale, le critiche dell'opposizione fanno sì che vengano chieste le sue dimissioni.
Da comunicato all'agenzia belga, Jan Jambon si è scusato per i propositi a favore della collaborazione con i nazisti, ma le parole sono state percepite male dai francofoni e ha ricevuto critiche da organizzazioni ebraiche come la Ligue des droits de l'homme.